# König Kandaules
König Kandaules (Original Le roi Candaule) ist ein Drama von André Gide von 1899, das 1901 in Paris uraufgeführt wurde.

## Inhalt
Der König Kandaules ermöglicht es dem Fischer Gyges, sich unbemerkt im Schlafgemach seiner Frau Lyssias aufzuhalten. Der Fischer besitzt einen Ring, der ihn unsichtbar macht. Durch ihre Nacktheit wird er  erregt und verbringt die Nacht mit ihr.
Die Frau glaubt, dass ihr Mann mit ihr schlafe.
Als sie am nächsten Tag den Betrug erfährt, verlangt sie, dass Gyges den König tötet und sich an seine Stelle setzt.
Es bleibt bei beiden die Scham über die Situation.

## Werkgeschichte
Der Stoff geht auf Herodots Historien und Platons Politeia zurück und beschreibt den Gründungsmythos der lykischen Mennaden, die sich auf den sagenhaften König Lyges zurückführten.
Théophile Gautier schuf daraus 1844 die Novelle Le roi Candaules und Friedrich Hebbel 1854 das Drama Gyges und sein Ring. In der Sexualwissenschaft wurde in den 1880er Jahren der Begriff des Candaulismus geprägt, der eine Erregung durch das Überlassen des eigenen Partners an eine dritte Person beschreibt.
André Gide verfasste 1899 Le roi Candaules als sein erstes dramatisches Werk, dem weitere folgten, ebenfalls nach mythologischen Stoffen. Am 9. Mai 1901 gab es die Uraufführung in Paris durch Aurélien Lugné-Poes.
1905 veröffentlichte Franz Blei eine deutsche Übersetzung. Diese war die Grundlage für die deutschsprachige Erstaufführung am Wiener Deutsches Volkstheater am 27. Januar 1906 unter der Regie des jungen Richard Vallentin, bei der auch Gide und Blei anwesend waren. Die Inszenierung war nicht besonders erfolgreich  und erlebte nur drei Aufführungen. Auch eine weitere deutsche Inszenierung am Kleinen Theater in Berlin am 9. Januar 1908 wurde von Publikum und Kritikern schlecht beurteilt, wobei auch die Qualität der literarischen Vorlage bemängelt wurde.
Danach wurde das Stück nur noch selten gespielt und in den 1930er Jahren in Deutschland verboten.
Der Komponist Alexander Zemlinsky schuf bis 1938 eine Oper nach Gides Vorlage, die er aber auf Grund seiner Emigration nicht fertigstellen konnte.
Erst 1993 wurde dieses Werk vervollständigt, und seitdem einige Male aufgeführt.

## Textausgaben
- Franz Blei: Der König Candaules, 1905, erste deutsche Übersetzung